# Château de la Fléchaie
Le château de la Fléchaie est situé à Guer en France.

## Localisation
Le château est situé sur le territoire de la commune de Guer, au lieu-dit la Fléchaie, dans le département du Morbihan en région Bretagne.

## Description
Le château date du XIXe siècle. Édifice de plan régulier à un étage carré et un étage de comble, élévation ordonnancée, construit en schiste. Toiture à longs pans recouverte d'ardoises, flèche carrée, croupe. Escalier dans-œuvre : escalier tournant à retours sans jour.

## Historique
Édifice de la première moitié du XIXe siècle, reconstruction postérieure au cadastre de 1813.
Le château est inscrit à l'inventaire général du patrimoine culturel.